# Тарьян (племя)
Та́рьян — одно из семи племён венгров, входившее в древневенгерскую конфедерацию племён эпохи «Завоевания родины на Дунае». Племя Тарьян упоминаются Константином Багрянородным в его труде «Об управлении империей».
Согласно Дьюле Немету, в названии племени тарьян усматривают тюркское обозначение титула «таркан» — «тархан» (один из титулов военного предводителя). В историографии венгерское племя тарьян сопоставляется с башкирским племенем Тархан (Гайна) на Урале.
В Венгрии существует населённый пункт Тарьян, названный в честь данного венгерского племени.